# Ormtjärnen (Lima socken, Dalarna)
Ormtjärnen är en sjö i Malung-Sälens kommun i Dalarna och ingår i Dalälvens huvudavrinningsområde.